# Zechenhaus (Hundisburg)

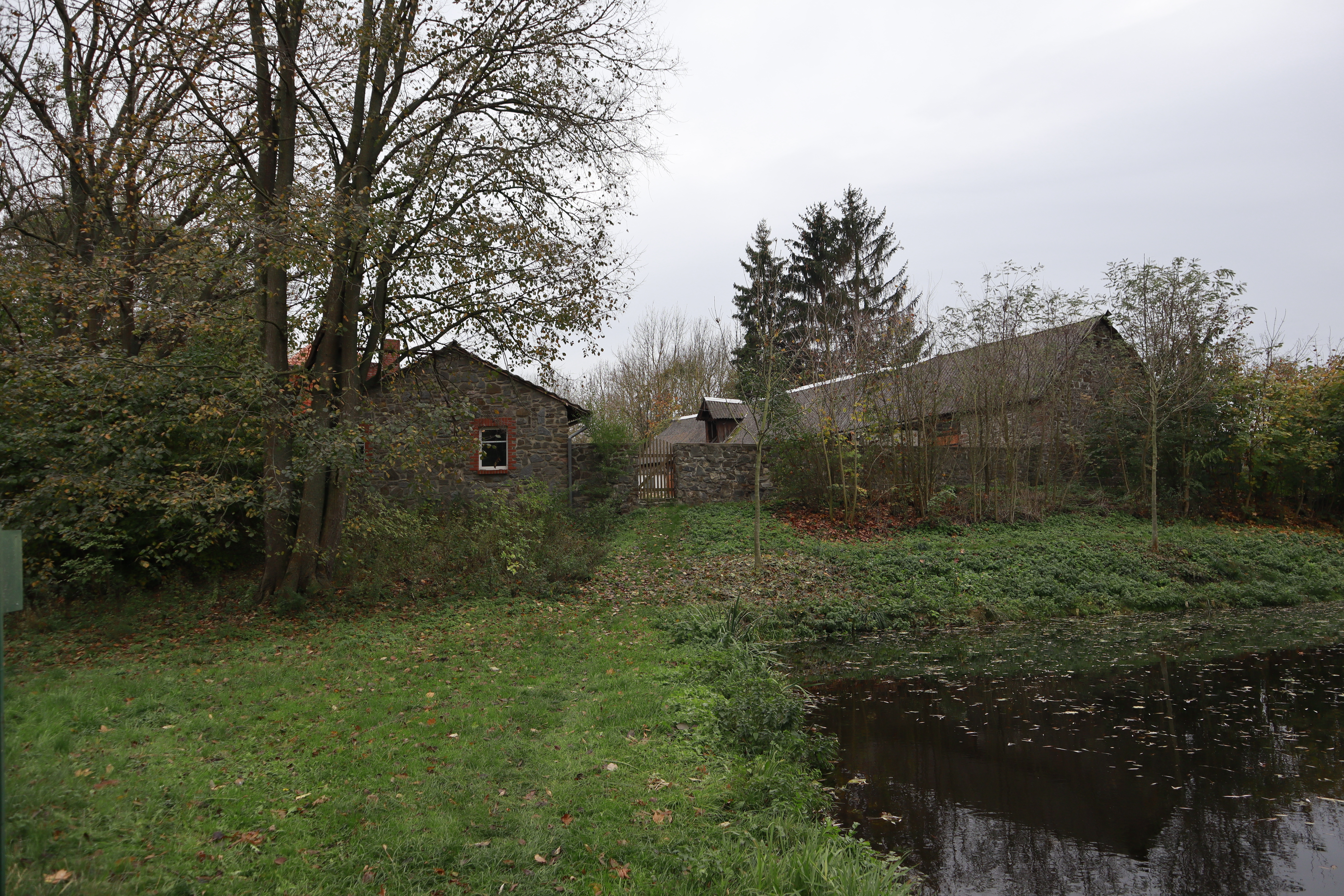
Das Haupthaus liegt schwer einsehbar hinter einer Baumgruppe (verdeckt am linken Bildrand). Gut sichtbar sind das langgestreckte Stallgebäude sowie der Schaf- bzw. Koppelteich im Vordergrund.

Das Zechenhaus (auch „Koppel“ genannt) ist ein denkmalgeschütztes ehemaliges Wohnhaus für Bergarbeiter im Ortsteil Hundisburg der Stadt Haldensleben in Sachsen-Anhalt. Im örtlichen Denkmalverzeichnis ist das Gebäude als Bergbaugebäude unter der Erfassungsnummer 094 50048 als Baudenkmal eingetragen.

## Lage
Das Gebäude steht am Waldweg 4 nordwestlich unterhalb des Hundisburger Schlosshügels in der Beberaue oberhalb der Beber. Dem Waldweg folgend befindet sich nach 300 Metern das ebenfalls unter Denkmalschutz stehende Hundisburger Forsthaus.

## Geschichte
Das Wohnhaus ließ der Unternehmer Johann Gottlob Nathusius 1814 errichten. Zunächst wurden hier Bergarbeiter untergebracht, die im nahegelegenen Kupferbergbau sowie der Kupferverhüttung und -verarbeitung (Kupferhammer anstelle der heutigen Niedermühle) tätig waren. Vermutlich gleichzeitig oder etwas später lebten hier auch die von Nathusius in England angeworbenen Arbeiter seiner Maschinenfabrik. Nach Einstellung der Fabrik- und Kupferhammeraktivitäten wurde der Gebäudekomplex als Gestüt genutzt. Dazu wurde die Anlage um Ställe erweitert.
Das Gebäude ist mit seinen Nebengebäuden als Dokument des einstigen Kupferbergbaus in Hundisburg sowie wegen seiner Einbindung in den Landschaftspark Althaldensleben-Hundisburg denkmalgeschützt.

## Architektur
Das Zechenhaus ist ein schmuckloser zweigeschossiger Putzbau mit Krüppelwalmdach, der in seiner Kubatur dem Wirtshaus- oder Pfarrhausbau des 18. Jahrhunderts folgt. Das Gebäudeensemble bildet einen Hof in Landhausarchitektur. Das Stallgebäude verfügte ursprünglich über mehrere, dekorative Dacherker. Bei einer Neueindeckung blieb nur ein Erker in reduzierter Form bestehen. Ebenso hatte das Zeltdach des früheren Pferdestalls auf quadratischem Grundriss früher eine dekorative höhere Spitze.